# Pesquisa linear

Illustração de um método de descida (as linhas a azul correspondem a curvas de nível, e as setas a vermelho correspondem as iterações, que descem em direção ao ponto de mínimo)

A pesquisa linear é um método numérico usado em otimização, também entendido como método de descida em problemas de minimização. Para encontrar um mínimo (local) de uma função usa-se um esquema iterativo, onde em cada passo se toma uma direção de descida, e dessa forma se garante que o valor seguinte é sempre inferior ao anterior, procurando atingir o mínimo.
Em problemas de maximização, basta trocar o sinal da função, já que um mínimo de F será um máximo de -F, e vice-versa.

## Descrição
O objetivo é encontrar o ponto de mínimo de uma função de várias variáveis
{\displaystyle F:\,\mathbb {R} ^{n}\,\to \,\mathbb {R} }
ou seja um ponto z tal que
{\displaystyle F(\mathbf {z} )<F(\mathbf {x} ),\forall \mathbf {x} \neq \mathbf {z} }
sendo ponto de mínimo local se a condição se verificar para {\displaystyle \mathbf {x} \in V_{\mathbf {z} }} (uma vizinhança de z).
Começando com um vetor inicial {\displaystyle \mathbf {x} _{0}}  visando alcançar um ponto de mínimo de {\displaystyle F}, consideramos a sucessão definida por {\displaystyle \mathbf {x} _{0},\mathbf {x} _{1},\mathbf {x} _{2},\dots } onde
{\displaystyle \mathbf {x} _{n+1}=\mathbf {x} _{n}+\omega _{n}\mathbf {d} _{n}\quad \quad (1)}.
Esta é a forma geral de um método de descida para a função {\displaystyle F}, desde que a escolha da direção {\displaystyle \mathbf {d} _{n}} implique
{\displaystyle F(\mathbf {x} _{n+1})<F(\mathbf {x} _{n})\quad \quad (2)}
para um certo passo {\displaystyle \omega _{n}>0.}

Neste caso, a direção {\displaystyle \mathbf {d} _{n}} chama-se direção de descida.

## Condição de descida
Para funções diferenciáveis, usamos a expansão em série de Taylor de primeira ordem
{\displaystyle F(\mathbf {x} _{n+1})=F(\mathbf {x} _{n})+(\mathbf {x} _{n+1}-\mathbf {x} _{n})\cdot \nabla F(\mathbf {x} _{n})+o(||\mathbf {x} _{n+1}-\mathbf {x} _{n}||)\quad \quad (3)}

e substituindo por (1) obtemos (desprezando o termo infinitesimal):
{\displaystyle F(\mathbf {x} _{n+1})-F(\mathbf {x} _{n})\approx \omega _{n}\mathbf {d} _{n}\cdot \nabla F(\mathbf {x} _{n})\quad \quad (4)}.

Portanto, para termos uma direção de descida que verifique (2), através da expressão (4) basta considerar a condição de descida:
{\displaystyle \mathbf {d} _{n}\cdot \nabla F(\mathbf {x} _{n})<0\quad \quad (5)}
já que {\displaystyle \omega _{n}} é assumido ser positivo.

### Método do gradiente
No caso do método do gradiente a condição de descida verifica-se tomando 
{\displaystyle \mathbf {d} _{n}=-\nabla F(\mathbf {x} _{n})}
porque
{\displaystyle (-\nabla F(\mathbf {x} _{n}))\cdot \nabla F(\mathbf {x} _{n})=-||\nabla F(\mathbf {x} _{n})||^{2}<0\quad \quad (6)}

notando ainda que {\displaystyle \nabla F(\mathbf {x} _{n})=\mathbf {0} }  só se {\displaystyle \mathbf {x} _{n}} for um ponto crítico, o que acontece quando atingimos o ponto de mínimo.

## Pesquisa exata e inexata
Um dos problemas habituais nos métodos de pesquisa linear é determinar o passo {\displaystyle \omega _{n}} a ser considerado na iteração:
{\displaystyle \mathbf {x} _{n+1}=\mathbf {x} _{n}+\omega _{n}\mathbf {d} _{n}},
quando a direção de descida {\displaystyle \mathbf {d} _{n}} está determinada (por exemplo, pelo método do gradiente).
Há duas abordagens possíveis:
- Pesquisa exata - onde {\displaystyle \omega _{n}} será o valor otimal numa otimização unidimensional.
- Pesquisa inexata - onde {\displaystyle \omega _{n}} será apenas um valor aproximado.

Isto tem que ser feito a cada passo, pelo que a pesquisa exata pode ser incomportável em tempo computacional, sendo preferível usar uma pesquisa inexata.

### Pesquisa exata
No caso da pesquisa exata, procura-se o ponto de mínimo de uma nova função
{\displaystyle g(\omega )=f(\mathbf {x} _{n}+\omega \mathbf {d} _{n})}
notando que {\displaystyle \mathbf {x} _{n},\mathbf {d} _{n}} estão fixos e apenas {\displaystyle \omega >0} está a variar.
Se for possível encontrar esse ponto de mínimo, então obtemos:
{\displaystyle \omega _{n}=}arg min{\displaystyle _{\omega >0}\,g(\omega )}
por exemplo, calculando os zeros da derivada da função g.

### Pesquisa inexata
Sendo moroso ou impraticável minimizar g considera-se um valor aproximado, dado por exemplo pelo critério de Wolfe, que é um dos critérios mais usados na pesquisa inexata.

## Algoritmo
Um algoritmo em pseudo-código pode definir-se assim:
- Define-se o vector inicial {\displaystyle \mathbf {x} _{0}}
- Ciclo em {\displaystyle n}
  - calcula-se a direção de descida {\displaystyle \mathbf {d} _{n}}
  - define-se a função {\displaystyle g(\omega )=f(\mathbf {x} _{n}+\omega \mathbf {d} _{n})}
  - determina-se {\displaystyle \omega _{n}} = arg min{\displaystyle _{\omega >0}\,g(\omega )}
    - (por pesquisa exata ou inexata)

  - define-se {\displaystyle \mathbf {x} _{n+1}=\mathbf {x} _{n}+\omega _{n}\mathbf {d} _{n}}
- Até que {\displaystyle ||\nabla f(\mathbf {x} _{n+1})||<\epsilon }
  - (onde {\displaystyle \epsilon }, pequeno, define o critério de paragem)